# Militaire patrouille op de Olympische Winterspelen 1948
Militaire patrouille is een van de sporten die beoefend werden tijdens de Olympische Winterspelen 1948 in St. Moritz.
Het ging hierbij om een demonstratiesport. Er werden geen medailles toegekend.

## Heren
| Rang | Sporter(s)                                                           | Land | Tijd      |
| ---- | -------------------------------------------------------------------- | ---- | --------- |
| 1    | Robert Zurbriggen Hans Zurbriggen Vital Vouardoux Arnold Andenmatten | SUI  | 2:34:25.0 |
| 2    | Eero Naapuri Vilho Ylönen Mikko Meriläinen Tauno Honkanen            | FIN  | 2:37:23.0 |
| 3    | Edor Hjukström Holger Borg Karl Gustav Ljungquist Fride Larsson      | SWE  | 2:41:03.0 |
| 4    | Costanzo Picco Aristide Compagnioni Giacinto De Cassan Antenore Cuel | ITA  | 2:50:03.0 |
| 5    | Emile Paganon Marc Benoît-Lizon Ulysse Bozonnet Gilbert Morand       | FRA  | 2:54:35.0 |
| 6    | Vojtech Pavelica Karel Dvořák Jaroslav Šír Oto Skrbek                | TCH  | 3:10:26.0 |
| 7    | Ştefan Ionescu Constantin Vlădea Niculae-Cornel Crăciun Ion Kasky    | ROU  | 3:16:24.0 |
| 8    | Donald Weihs Stanley Walker Henry Dunlap Lorentz Eide                | USA  | 4:35:58.8 |